# Lirceolus bisetus
Lirceolus bisetus är en kräftdjursart som först beskrevs av Steeves1968.  Lirceolus bisetus ingår i släktet Lirceolus och familjen sötvattensgråsuggor. Inga underarter finns listade i Catalogue of Life.